# Кубяк Микола Опанасович
Микола Опанасович Кубяк (10 серпня 1881, місто Мещовськ Калузької губернії, тепер Калузької області, Російська Федерація — розстріляний 27 листопада 1937, місто Москва, тепер Російська Федерація) — радянський державний і партійний діяч, секретар ЦК ВКП(б), 1-й секретар Далекосхідного крайового комітету ВКП(б), народний комісар землеробства РРФСР. Член ВЦВК, ЦВК СРСР. Член ЦК ВКП(б) у 1923—1934 роках. Кандидат у члени ЦК ВКП(б) у 1934—1937 роках. Член Організаційного бюро ЦК ВКП(б) з 17 лютого (16 квітня) 1927 по 26 червня 1930 року.

## Життєпис
Народився в родині робітника-ливарника Брянського заводу в Бежиці. У 1895 році закінчив церковноприходську школу.
У 1897—1900 роках — учень ливарника, токар Бежицького паровозобудівного заводу Брянської губернії, де вступив до організації «Спілка свідомих робітників» — першої політичної організації соціал-демократичного спрямування в Брянщині.
Член РСДРП з травня 1898 року.
У 1900—1903 роках — безробітний в Бежиці Брянської губернії. У 1902 році брав участь у створенні Брянського комітету РСДРП і увійшов до його складу.
У 1903—1904 роках — рядовий 26-го Могилівського полку російської імператорської армії в місті Варшаві.
У 1904—1907 роках — робітник Бежицького паровозобудівного заводу Брянської губернії. Учасник російської революції 1905—1907 років, організував збір коштів на закупівлю зброї, виїжджав за нею до Москви, готував бойові загони, був начальником сотні в бойовій дружині. Делегат V з'їзду РСДРП (1907).
З 1907 по 1911 рік — у в'язниці та на засланні в містах Калузі, Брянську та Жиздрі Калузької губернії.
У 1911—1917 роках — електромонтер електростанції Акціонерного товариства електроосвітлення в Санкт-Петербурзі (Петрограді).
З березня 1917 року — комендант станції Бєлоостров. З травня 1917 року — член Петроградської ради, голова Сестрорецького районного комітету РСДРП(б). З травня по жовтень 1917 року — голова Сестрорецької земської управи.
З жовтня 1917 року — член Петроградського окружного комітету РСДРП(б), народний комісар землеробства Північної області в Петрограді. З березня 1918 року — член Петроградського губернського комітету РКП(б).
У травні 1918 — лютому 1919 року — голова виконавчого комітету Петроградської губернської ради.
6 жовтня 1918 — лютий 1920 року — голова Петроградського губернського комітету РКП(б).
Одночасно у 1919 році — член Революційної військової ради Петроградського укріпленого району.
До лютого 1920 року — заступник голови виконавчого комітету Петроградської губернської ради. Висуванець Григорія Зінов'єва, його послідовник і прихильник.
З березня 1920 року — голова ЦК Спілки працівників землі і лісу.
З 30 липня 1920 року — член Всеросійської надзвичайної комісії з ліквідації неписьменності і малограмотність Народного комісаріату освіти РРФСР.
У березні 1921 — 1922 року — відповідальний інструктор ЦК РКП(б).
У 1922 році — уповноважений ЦК РКП(б) і ВЦВК в Далекосхідній Республіці. З грудня 1922 року — член Далекосхідного революційного комітету.
Одночасно, 18 вересня 1922 — 20 листопада 1925 року — секретар Далекосхідного бюро ЦК РКП(б). У листопаді 1925 — лютому 1927 року — 1-й секретар Далекосхідного крайового комітету ВКП(б).
17 лютого (офіційно 16 квітня) 1927 — 11 квітня 1928 року — секретар ЦК ВКП(б).
16 лютого 1928 — 24 грудня 1929 року — народний комісар землеробства Російської РФСР. Одночасно, голова Всесоюзного переселенського комітету при Президії ЦВК СРСР та голова Комітету із ветеринарних справ при Раді праці та оборони СРСР.
У 1929 — 12 лютого 1931 року — голова «Енергоцентру» Вищої ради народного господарства (ВРНГ) СРСР, член Президії ВРНГ СРСР.
У червні 1931 — червні 1932 року — голова виконавчого комітету Івановської Промислової обласної ради.
22 січня 1933 — червень 1937 року — голова Всесоюзної ради житлової кооперації і комунального господарства при Президії ЦВК СРСР.
13 червня 1937 року заарештований органами НКВС. Засуджений Військовою колегією Верховного суду СРСР 27 листопада 1937 року до розстрілу, розстріляний того ж дня. Похований на Донському цвинтарі Москви.
14 березня 1956 року реабілітований, 22 березня 1956 року посмертно відновлений в партії.